# マーカス・ワトソン
マーカス・ワトソン（Marcus Watson、1991年6月27日 - ）は、ユナイテッド・ラグビー・チャンピオンシップ、ベネットン・ラグビーに所属するラグビー選手。

## プロフィール
- イングランド・ヒリンドン出身[1]。
- ポジションはウィング(WTB)、フルバック(FB)。
- 身長 178cm、体重 86kg
- U20イングランド代表に選ばれたことがある[2]。
- 7人制イングランド代表に選ばれたことがある。
- リオ五輪の7人制イギリス代表に選ばれ銀メダル獲得[3]。

## 略歴
ロンドン・アイリッシュ、サラセンズ、ニューカッスル・ファルコンズを経て、2017年、ワスプスに加入。 
2022年、ベネットンに加入。